# Monument aux morts de Mailly-le-Château
Le monument aux morts de Mailly-le-Château est un mémorial situé place du Champ-de-Mars à Mailly-le-Château, dans le département français de l'Yonne. Il est situé dans un jardin public, au 2 rue de la République.

## Histoire
Le conseil municipal de Mailly décide d’ériger un monument en janvier 1920 avec le lancement d'une souscription. Un concours fut organisé par la municipalité en vue de l'attribution de la commande et le maire de l'époque, Léon Blondat, contacte son cousin, le sculpteur Max Blondat, qui propose la maquette du monument qu’il a présenté à Paris, en 1921, au Salon de la Société des Artistes Français.
Le monument s'intègre à la série des enfants soldats que Max Blondat réalise à partir de 1916. La statue représente un bambin casqué portant un globe surmonté d’un coq. Les quatre obus français de 270 mm qui l'entourent, reliés par une chaîne, proviennent du dépôt de munitions de Chemilly-sur-Yonne.
Le monument est inauguré le 22 juillet 1923 après un an de travaux.
L'ensemble est inscrit le 1er août 2016. En septembre 2020, l’édifice est classé.